# Steven Rooks
Steven Rooks (Oterleek, 7 augustus 1960) is een voormalige Nederlandse wielrenner. Hij was van 1982 tot 1995 professional.

## Loopbaan
Rooks brak in 1983 in één klap door door zijn overwinning in de klassieker Luik-Bastenaken-Luik. Datzelfde jaar deed hij ook voor de eerste keer mee aan de Tour de France, maar reed hem niet uit. Een 25e plaats in 1985 en een 9e in 1986 volgden.
In 1988 behaalde Rooks zijn grootste Toursuccessen. Hij vocht dat jaar met Pedro Delgado om de eindzege. Hij werd tweede en won de etappe naar de Alpe d'Huez, het bergklassement en het combinatieklassement. Later dat jaar won hij ook het kampioenschap van Zürich.
In een uitzending van het tv-programma Reporter in januari 2000 gaf Rooks samen met Maarten Ducrot en Peter Winnen toe dat hij tijdens zijn wielerloopbaan verboden middelen had gebruikt.
Rooks werd in 2005 wedstrijdleider van de Ronde van Noord-Holland, een wedstrijd voor elite-renners en de verwante Omloop van het Lage Land, een juniorenklassieker. Tegenwoordig is hij ook technisch adviseur van het L.S.E.Team Parkhotelrooding en verzorgt hij vanuit dat hotel fietsactiviteiten. Rooks werd in 2013 sportief manager van de Nederlandse vrouwenploeg Dolmans-Boels Cycling Team.

## Belangrijke overwinningen
1983
- Luik-Bastenaken-Luik
- 1e etappe deel B Ronde van de Middellandse Zee

1985
- 4e etappe Dauphiné-Libéré
- 4e etappe deel B Ronde van Catalonië

1986
- Amstel Gold Race
- Eindklassement Ronde van Luxemburg
- Proloog Ruta del Sol
- Eindklassement Ruta del Sol
- Grote Prijs van Wallonië

1987
- 2e etappe Ronde van Zwitserland

1988
- 12e etappe Ronde van Frankrijk
- Bergklassement Ronde van Frankrijk
- Combinatieklassement Ronde van Frankrijk
- Kampioenschap van Zürich

1989
- 15e etappe Ronde van Frankrijk
- Combinatieklassement Ronde van Frankrijk
- Eindklassement Ronde van de Vaucluse

1991
- Nederlands kampioenschap op de weg

1992
- 4e etappe deel B Ronde van Galicië

1994
- Nederlands kampioenschap op de weg

## Ereplaatsen
- Ronde van de Middellandse Zee: 3e (1983)
- Parijs-Nice: 3e (1983)
- Eindklassement Dauphiné-Libéré: 2e (1985)
- Luik-Bastenaken-Luik: 2e (1992), 3e (1990), 4e (1984, 1988), 5e (1986)
- Eindklassement Tour de France: 2e (1988), 7e (1989), 9e (1986)
- Amstel Gold Race: 2e (1988)
- Omloop Het Volk: 2e (1988)
- Milaan-San Remo: 3e (1988)
- Clásica San Sebastián: 3e (1988)
- Waalse Pijl: 2e (1989), 3e (1988)
- Ronde van Vlaanderen: 5e (1988)
- Wereldkampioenschap: 2e (1991), 4e (1989), 5e (1992)
- Nederlands kampioenschap: 2e (1990, 1993)

- Hoogste plaats op de FICP-ranglijst: 3e (1988)

## Resultaten in voornaamste wedstrijden
| Jaar | Ronde van Italië | Ronde van Frankrijk | Ronde van Spanje |
| ---- | ---------------- | ------------------- | ---------------- |
| 1983 |                  | opgave              |                  |
| 1984 |                  |                     |                  |
| 1985 |                  | 25e                 | opgave           |
| 1986 |                  | 9e                  |                  |
| 1987 |                  | opgave              |                  |
| 1988 | opgave           | ↑ (1)               |                  |
| 1989 |                  | 7e (1)              |                  |
| 1990 | 75e              | 33e                 |                  |
| 1991 |                  | 26e                 | 9e               |
| 1992 |                  | 17e                 | 10e              |
| 1993 |                  | buiten tijd         |                  |
| 1994 |                  | opgave              |                  |
| 1995 | opgave           |                     |                  |

| Jaar | Milaan-San Remo | Gent-Wevelgem | Ronde van Vlaanderen | Amstel Gold Race | Luik-Bast.‑Luik | Ronde van Lombardije | Waalse Pijl | Parijs-Tours | Rund um den Henninger-Turm |  | WK op de weg |  | Wereldranglijsten |
| ---- | --------------- | ------------- | -------------------- | ---------------- | --------------- | -------------------- | ----------- | ------------ | -------------------------- |  | ------------ |  | ----------------- |
| 1983 | 62e             | 29e           |                      | 10e              | ↑               |                      |             |              | 8e                         |  |              |  | 16e (SPP)         |
| 1984 |                 |               |                      |                  | 4e              |                      | 16e         | ↑            | 5e                         |  |              |  | 19e (SPP)         |
| 1985 |                 | 38e           |                      |                  | 10e             | 18e                  | 22e         | 19e          |                            |  |              |  |                   |
| 1986 | 17e             |               |                      | ↑                | 5e              |                      | 8e          |              | 14e                        |  | 57e          |  | 7e (SPP)          |
| 1987 | 30e             |               | 6e                   | ↑                |                 |                      |             |              |                            |  | 6e           |  | 26e (SPP)         |
| 1988 | ↑               | 83e           | 5e                   | ↑                | 4e              |                      | ↑           |              |                            |  | 70e          |  | (UWB)             |
| 1989 | 14e             |               |                      | 11e              | 6e              |                      | ↑           |              | 7e                         |  | 4e           |  | 57e (UWB)         |
| 1990 |                 |               |                      | 37e              | ↑               |                      | 5e          |              |                            |  |              |  |                   |
| 1991 |                 |               |                      |                  | 21e             | 18e                  |             | 115e         |                            |  | ↑            |  | 14e (UWB)         |
| 1992 | 26e             |               |                      | 12e              | ↑               |                      | 8e          |              |                            |  | 5e           |  | 15e (UWB)         |
| 1993 | 15e             | 35e           | 48e                  | 14e              | 10e             |                      |             |              |                            |  | 46e          |  |                   |
| 1994 | 35e             |               |                      | 6e               | 24e             | 38e                  | 27e         |              | 16e                        |  |              |  |                   |
| 1995 | 121e            |               |                      | 8e               | 27e             |                      | 10e         |              |                            |  |              |  | 51e (UWB)         |

## Trivia
- Van 2004 tot 2011 werd jaarlijks op Hemelvaartsdag de Steven Rooks Classic-toerrit door het Limburgse heuvelland georganiseerd. Sinds 2011 heet deze toerrit de KlimClassic.
- In Bocht 9 van de Alpe d'Huez staat Steven Rooks op het aanduidingsbord als winnaar van de Touretappe van 1988 vermeld.